# Azanus benigna
Azanus benigna är en fjärilsart som beskrevs av Heinrich Benno Möschler 1884. Azanus benigna ingår i släktet Azanus och familjen juvelvingar. Inga underarter finns listade i Catalogue of Life.